# المطاوعة (الشرقية)
قرية المطاوعة هي إحدى القرى التابعة لمركز ههيا في محافظة الشرقية في جمهورية مصر العربية. حسب إحصاءات سنة 2006، بلغ إجمالي السكان في المطاوعة 5909 نسمة، منهم 3043 رجل و2866 امرأة.